# 江吉良村
江吉良村（えぎらむら）はかつて岐阜県羽島郡に存在した村である。
現在の羽島市江吉良町、舟橋町などである。
羽島市となった後、1964年（昭和39年）に東海道新幹線岐阜羽島駅が開業。1982年（昭和57年）には名古屋鉄道羽島線新羽島駅が開業し、徐々にではあるが、開発が進んでいる。

## 歴史
- かつてこの地域は尾張国中島郡であったが、1586年（天正14年）の大洪水により木曽川の流れが大きく変わり、この地域は美濃国に編入され、美濃国中島郡となる。
- 江戸時代後期、この地域は天領、旗本領、尾張藩領の混在地域であった。
- 1889年（明治22年）7月1日 - 町村制施行に伴い中島郡江吉良村が村制施行し、江吉良村が成立。
- 1897年（明治30年）4月1日[1] - 羽栗郡と中島郡が合併して羽島郡となる。
- 1897年（明治30年）4月1日 - 江吉良村、舟橋村が合併し、江吉良村になる。
- 1954年（昭和29年）4月1日 - 羽島郡正木村、足近村、小熊村、竹ヶ鼻町、上中島村、下中島村、堀津村、福寿村、桑原村と合併し羽島市が発足。同日江吉良村廃止。

## 教育
- 江吉良村立江吉良小学校
- 竹ヶ鼻町江吉良村福寿村組合立竹鼻中学校（現・羽島市立竹鼻中学校）※所在地は竹ヶ鼻町。

## 交通機関
- 名古屋鉄道竹鼻線
  - 江吉良駅

## 神社
- 野々宮神社